# Record d'Europe du décathlon
Pour un article plus général, voir Records d'Europe d'athlétisme.
Le record d'Europe du décathlon appartient au Français Kévin Mayer qui réalise un total de 9 126 points le 16 septembre 2018 au Décastar de Talence, en France, performance constituant également le record du monde de la discipline.
Le premier record d'Europe homologué par l'Association européenne d'athlétisme est celui de l'Estonien Aleksander Klumberg-Kolmpere en 1922 avec 7 485,61 points, soit 6 087 points à la table actuelle de cotation.

## Progression
29 records d'Europe masculins du décathlon ont été homologués par l'AEA.
| Points                      | Équivalence table actuelle | Athlète                      | Nation               | Date              | Lieu        |
| --------------------------- | -------------------------- | ---------------------------- | -------------------- | ----------------- | ----------- |
| Tables du décathlon de 1920 |                            |                              |                      |                   |             |
| 7 485,61                    | 6 087                      | Aleksander Klumberg-Kolmpere | Estonie              | 22 septembre 1922 | Helsinki    |
| 7 820,93                    | 6 460                      | Paavo Yrjölä                 | Finlande             | 18 juillet 1926   | Viipuri     |
| 7 995,19                    | 6 566                      | Paavo Yrjölä                 | Finlande             | 17 juillet 1927   | Helsinki    |
| 8 053,29                    | 6 587                      | Paavo Yrjölä                 | Finlande             | 4 août 1928       | Amsterdam   |
| 8 255,475                   | 6 687                      | Akilles Järvinen             | Finlande             | 19 juillet 1930   | Viipuri     |
| 8 790,46                    | 7 147                      | Hans-Heinrich Sievert        | Allemagne            | 8 juillet 1934    | Hambourg    |
| Tables du décathlon de 1950 |                            |                              |                      |                   |             |
| 7 292                       |                            | Vasiliy Kuznetsov            | Union soviétique     | 7 juillet 1954    | Kiev        |
| 7 647                       |                            | Vasiliy Kuznetsov            | Union soviétique     | 16 novembre 1955  | Tbilissi    |
| 7 694                       | 7 468                      | Vasiliy Kuznetsov            | Union soviétique     | 4 juillet 1956    | Moscou      |
| 7 733                       | 7 429                      | Vasiliy Kuznetsov            | Union soviétique     | 15 août 1956      | Moscou      |
| 8 014                       | 7 653                      | Vasiliy Kuznetsov            | Union soviétique     | 18 mai 1958       | Krasnodar   |
| 8 042                       | 7 658                      | Vasiliy Kuznetsov            | Union soviétique     | 1er novembre 1958 | Tbilissi    |
| 8 357                       | 7 839                      | Vasiliy Kuznetsov            | Union soviétique     | 17 mai 1959       | Moscou      |
| 8 361                       | 7 863                      | Yuriy Kutenko                | Union soviétique     | 6 septembre 1961  | Kiev        |
| Tables du décathlon de 1962 |                            |                              |                      |                   |             |
| 8 319                       | 8 234                      | Kurt Bendlin                 | Allemagne de l'Ouest | 14 mai 1967       | Heidelberg  |
| 8 454                       | 8 466                      | Nikolay Avilov               | Union soviétique     | 8 septembre 1972  | Munich      |
| 8 468                       | 8 386                      | Aleksandr Grebenyuk          | Union soviétique     | 5 septembre 1976  | Talence     |
| 8 478                       | 8 400                      | Aleksandr Grebenyuk          | Union soviétique     | 3 juillet 1977    | Riga        |
| 8 498                       | 8 493                      | Guido Kratschmer             | Allemagne de l'Ouest | 30 juillet 1978   | Bernhausen  |
| 8 622                       | 8 648                      | Daley Thompson               | Royaume-Uni          | 18 mai 1980       | Götzis      |
| 8 649                       | 8 667                      | Guido Kratschmer             | Allemagne de l'Ouest | 14 juin 1980      | Bernhausen  |
| 8 704                       | 8 730                      | Daley Thompson               | Royaume-Uni          | 23 mai 1982       | Götzis      |
| 8 723                       | 8 741                      | Jürgen Hingsen               | Allemagne de l'Ouest | 15 août 1982      | Ulm         |
| 8 743                       | 8 774                      | Daley Thompson               | Royaume-Uni          | 8 septembre 1982  | Athènes     |
| 8 779                       | 8 825                      | Jürgen Hingsen               | Allemagne de l'Ouest | 5 juin 1983       | Bernhausen  |
| 8 798                       | 8 832                      | Jürgen Hingsen               | Allemagne de l'Ouest | 9 juin 1984       | Mannheim    |
| Tables du décathlon de 1985 |                            |                              |                      |                   |             |
| 8 847                       | 8 847                      | Daley Thompson               | Royaume-Uni          | 9 août 1984       | Los Angeles |
| 8 994                       | 8 994                      | Tomáš Dvořák                 | République tchèque   | 4 juillet 1999    | Prague      |
| 9 026                       | 9 026                      | Roman Šebrle                 | République tchèque   | 27 mai 2001       | Götzis      |
| 9 126                       | 9 126                      | Kevin Mayer                  | France               | 16 septembre 2018 | Talence     |